# لیگ دسته دوم فوتبال ایران ۵۶-۱۳۵۵
لیگ دسته دوم فوتبال ایران ۵۶-۱۳۵۵ پنجمین دوره لیگ دسته دوم فوتبال ایران می‌باشد. در پایان مسابقات تیم‌ های راه آهن تهران و تراکتور تبریز به جام تخت جمشید ۱۳۵۶ صعود کردند.